# 熊谷昭
熊谷 昭（くまがい あきら、1964年8月19日 - ）は、千葉県出身の音楽プロデューサー。
1987年ポニーキャニオン入社の後、FAITH A&Rへ出向。副社長としてエレファントカシマシ等のA&Rを手がける。FAITH A&R退社後、2000年、有限会社キークルー設立、代表取締役就任。エレファントカシマシ、スターダストレビュー、真心ブラザーズ、Syrup16gなどのプロデュースを手がける。現在、ユニバーサルミュージックジャパン内レーベルのユニバーサル・シグマに所属。

## 関連
- エレファントカシマシ
- Syrup16g
- 千葉県出身の人物一覧